# 고현항 (거제시)

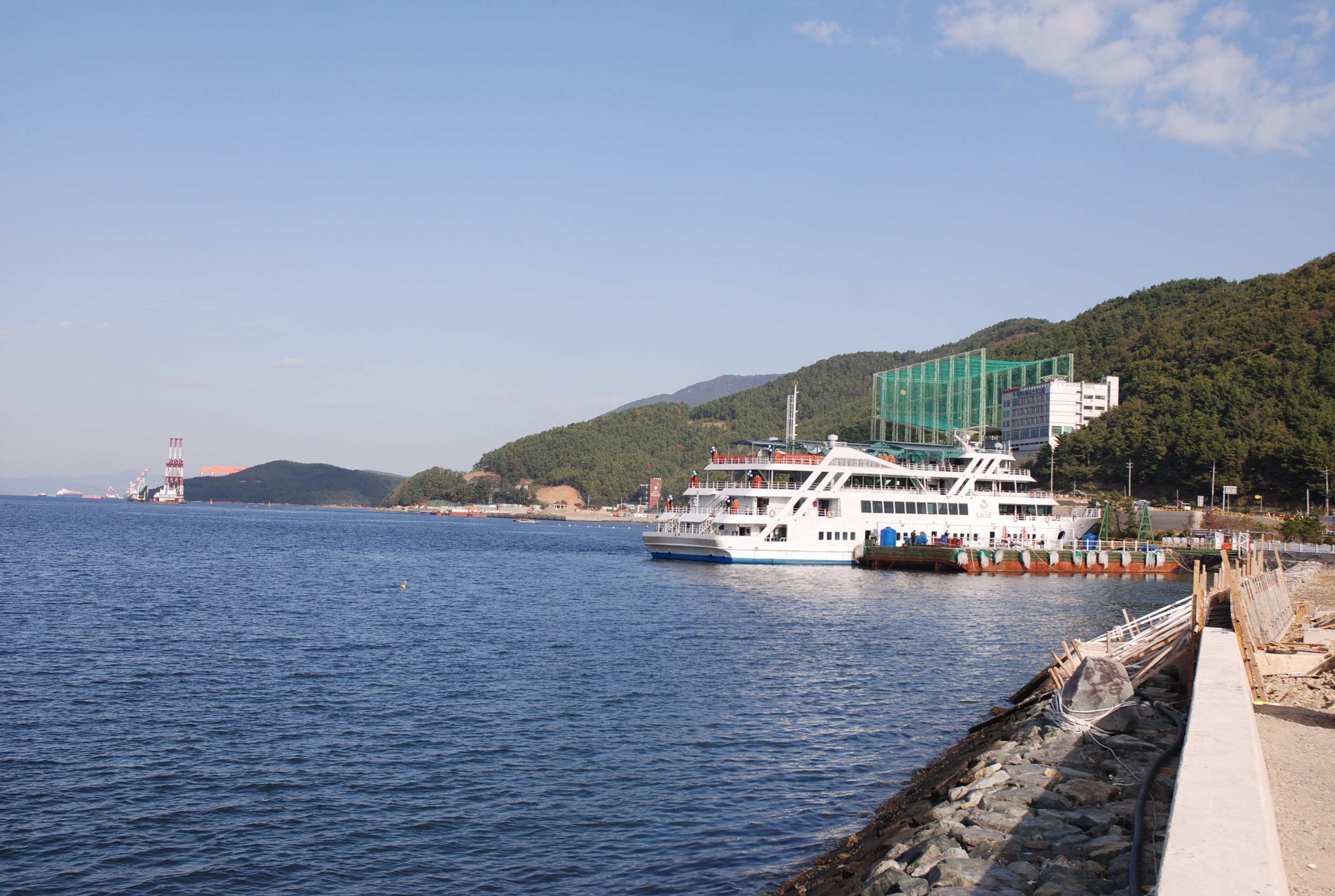
고현항 미남크루즈

고현항(古縣港)은 대한민국 경상남도 거제시 고현동에 위치한 무역항이다. 고현항을 끼고 고현시외버스터미널과 삼성조선소 삼성호텔 하고 있다.
매립중 이다 

## 주요 시설
- 삼성호텔
- 삼성조선소

## 여객선
58년간 운행을 하던 부산 - 거제간 여객선 운행은 거가대교의 개통으로 위기를 맞았으며, 2011년 6월 28일 4개 여객선사 모두가 해상여객운송사업면허 폐업신고를 제출, 수리되었다.

## 갤러리

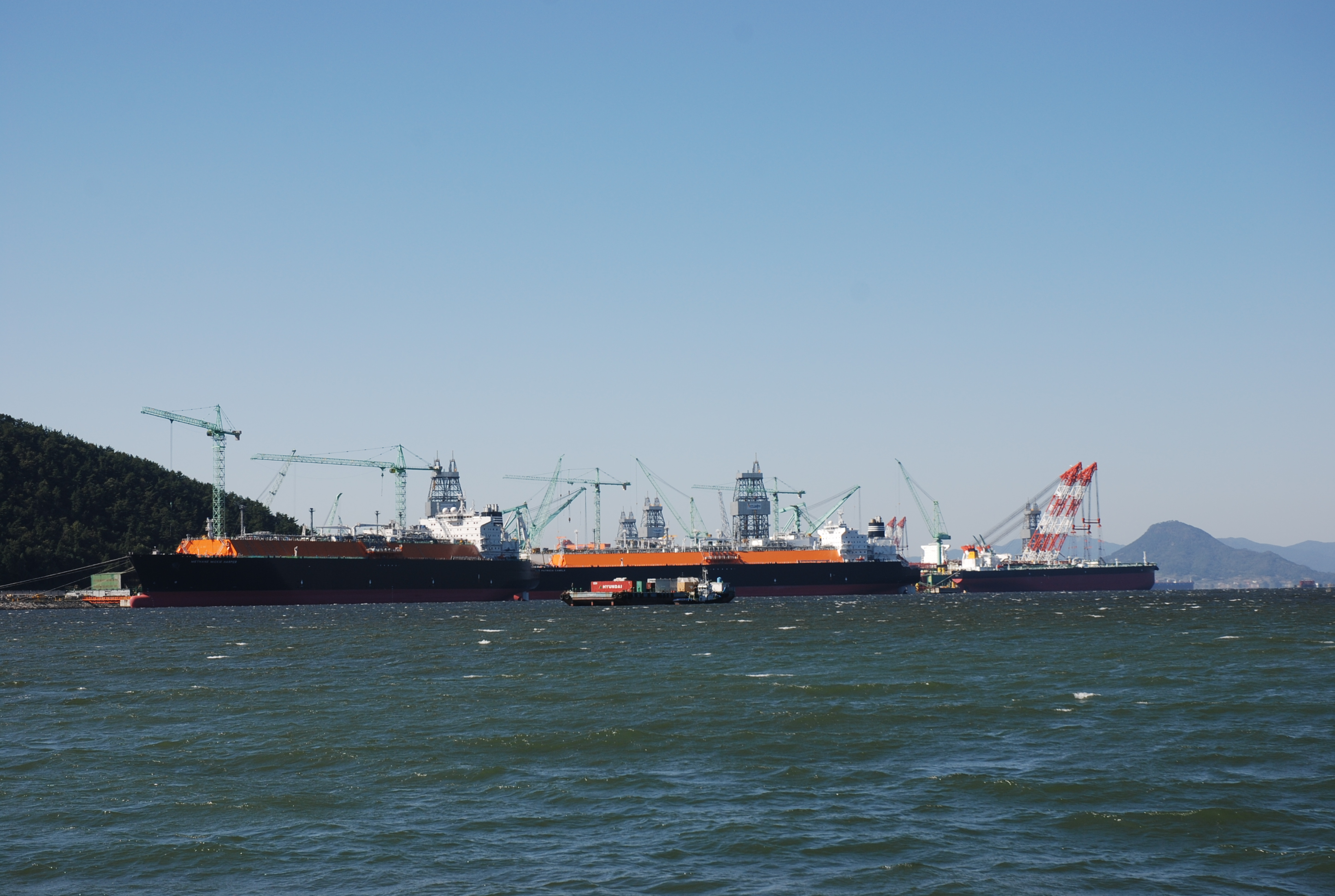
고현만 삼성조선